# FK Renova
FK Renova (în macedoneană ФК Ренова) este o echipă de fotbal din Džepčište, Tetovo, Macedonia. Ei joacă în Prima Ligă Macedoniană. Deoarece stadionul lor este prea mic, ei joacă meciurile de acasă pe Stadionul Gradski Tetovo.

## Renova înEuropa
- Q = calificări
- R1 = prima rundă / R2 = a doua rundă / R3 = a treia rundă

| Sezon   | Competiție          | Rundă |         | Club            | Scor     |
| ------- | ------------------- | ----- | ------- | --------------- | -------- |
| 2008    | Cupa UEFA Intertoto | R1    | Croația | HNK Rijeka      | 0-0, 2-0 |
|         |                     | R2    | Israel  | Bnei Sakhnin    | 1-2, 0-1 |
| 2009/10 | UEFA Europa League  | Q1    | Belarus | FC Dinamo Minsk | 1-2, 1-1 |

## Lotul de jucători
Din iulie, 2008.					
| Nr. |                   | Poziție | Jucător              |
| --- | ----------------- | ------- | -------------------- |
| 1   | Macedonia de Nord | P       | Armend Elezi         |
| 2   | Serbia            | F       | Zvonimir Stanković   |
| 3   | Macedonia de Nord | F       | Bujamin Bajrami      |
| 4   | Macedonia de Nord | M       | Agron Memedi         |
| 5   | Macedonia de Nord | M       | Šakir Redžepi        |
| 6   | Macedonia de Nord | F       | Vladimir Despotovski |
| 7   | Macedonia de Nord | M       | Vulnet Emini         |
| 8   | Macedonia de Nord | A       | Besart Ibraimi       |
| 9   | Macedonia de Nord | A       | Boban Jančevski      |
| 10  | Macedonia de Nord | A       | Fisnik Nuhiu         |
| 11  | Macedonia de Nord | M       | Blaže Todorovski     |
| 12  | Macedonia de Nord | P       | Ferat Abdula         |
| 13  | Macedonia de Nord | M       | Burim Sadiki         |

| Nr. |                   | Poziție | Jucător           |
| --- | ----------------- | ------- | ----------------- |
| 14  | Macedonia de Nord | M       | Panče Stojanov    |
| 15  | Macedonia de Nord | M       | Argjent Gafuri    |
| 16  | Macedonia de Nord | M       | Festim Ademi      |
| 17  | Macedonia de Nord | A       | Artan Baftiri     |
| 18  | Macedonia de Nord | M       | Ilber Ali         |
| 19  | Macedonia de Nord | A       | Ismail Ismaili    |
| 20  | Macedonia de Nord | F       | Marjan Andonov    |
| 21  | Macedonia de Nord | F       | Darko Ignjatovski |
| 22  | Macedonia de Nord | M       | Vančo Trajčev     |
| 23  | Macedonia de Nord | F       | Igorče Stojanov   |
| 24  | Macedonia de Nord | A       | Samir Fetai       |
| 25  | Macedonia de Nord | P       | Besim Adili       |

## Jucători notabili
- Nermin Fatić
- Adin Mulaosmanovic
- Ivan Stanković
- Genc Iseni
- Argjend Bekjiri
- Dimitrija Lazarevski
- Igor Savevski
- Goce Toleski
- Ljubo Kovačević